# Дингольфинг-Ландау
Дингольфинг-Ландау (нем. Dingolfing-Landau) — район в Германии. Центр района — город Дингольфинг. Район входит в землю Бавария. Подчинён административному округу Нижняя Бавария. Занимает площадь 877,8 км². Население — 92 123 чел. Плотность населения — 105 человек/км².
Официальный код района — 09 2 79.
Район подразделяется на 15 общин.

## Административное устройство

### Городские общины
1. Дингольфинг (18 623)
2. Ландау-ан-дер-Изар (12 952)

### Ярмарочные общины
1. Айхендорф (6 634)
2. Валлерсдорф (6 752)
3. Зимбах (3 723)
4. Пильстинг (6 165)
5. Райсбах (7 595)
6. Фронтенхаузен (4 386)

### Сельские общины
1. Готтфридинг (2 153)
2. Лойхинг (3 595)
3. Мамминг (2 902)
4. Марклькофен (3 703)
5. Менгкофен (5 688)
6. Мостеннинг (4 673)
7. Нидерфибах (2 455)

### Общинное объединение
1. Административное сообщество Мамминг

## Население
По оценке на 31 декабря 2015 года население общины Дингольфинг-Ландау составляет 94 104 чел. 

| Дата      | 1840  | 1871  | 1900  | 1925  | 1939  | 1950  | 1961  | 1970  | 1987  | 2011  |
| --------- | ----- | ----- | ----- | ----- | ----- | ----- | ----- | ----- | ----- | ----- |
| Население | 40921 | 46858 | 50073 | 54921 | 55310 | 80098 | 70939 | 72063 | 75517 | 90156 |

| Год       | 1960  | 1970  | 1980  | 1990  | 2000  | 2009  | 2010  | 2011  | 2012  | 2013  | 2014  | 2015  |
| --------- | ----- | ----- | ----- | ----- | ----- | ----- | ----- | ----- | ----- | ----- | ----- | ----- |
| Население | 71701 | 72129 | 72880 | 79602 | 90562 | 90673 | 91011 | 90567 | 91267 | 92565 | 93450 | 94104 |